# 354th Fighter Wing
Le 354th Fighter Wing (354th FW, 354e Escadre de Chasse), appartenant au XXIe siècle aux Pacific Air Forces de l'United States Air Force est la principale unité de la base d'Eielson Air Force Base en Alaska.
Mi-2022, il dispose de 54 F-35A et, selon un site spécialisé, de 19 F-16C et 2 -D, ces derniers dans le 18th Aggressor Squadron (en) d'entrainement. 

## Avions majeurs utilisés
- RF-80 Shooting Star (1956)
- F-100 Super Sabre (1956–1969)
- F-4 Phantom II (1969–1970)
- A-7 Corsair II (1970–1978)
- A-10 Thunderbolt II (1977–2007)
- F-16 Fighting Falcon (1993 – present)
- F-35A Lightning II (les 2 premiers livrés le 21 avril 2020)